# Aberjhani
Aberjhani, né Jeffery Jerome Lloyd le 8 juillet 1957 à Savannah (Géorgie), est un historien, poète, essayiste, journaliste et éditeur américain. Il est notamment connu pour son Encyclopedia of the Harlem Renaissance.
Il est également connu sous le pseudonyme de Skylark.

## Biographie
Aberjhani, né Jeffery Jerome Lloyd,, est le fils de Willie Moore et WillieMae Griffin Lloyd. Il a grandi à Savannah, aux États-Unis, dans une famille de dix enfants. Il a été élevé par sa mère qui se retrouva veuve alors qu'il était enfant.
En 1975, après ses études secondaires, il suit des cours de création littéraire et d'histoire des communautés américaines à l'université d'État de Savannah, puis s'inscrit au Collège universitaire Eckerd (en) de St. Petersburg (Floride), au Macalester College de Saint Paul (Minnesota), à l'université Temple (Philadelphie) et au New College of California. Il suit des cours de journalisme à l'école de journalisme de Fort Benjamin Harrison d'Indianapolis, à l'école de renseignement du département américain de la défense et à la U.S.A.F. School of Equal Opportunity and Social Sciences,.
Il sert pendant huit ans dans les services de presse des forces aériennes américaines où il commence comme photojournaliste pour finir rédacteur en chef, il fut affecté à différentes bases : Fairbanks (Alaska), Suffolk et à Charleston (Caroline du Sud).
De 1994 à 2001, il est corédacteur en chef du Savannah Literary Journal. 
Il fonde les maisons d'éditions Bright Skylark Literary Productions, et le Creative Thinkers International.
Le The CTI Initiative Imprint diffuse également différents articles émanant de la Creative Thinkers International Communauty, fondée en 2007 par Aberjhani,, mouvement d'artistes engagé pour la paix, le dialogue interculturel et le dialogue interreligieux.
En 2014, il est signataire de la Charter for Compassion (en), il a créé un blog sur le site et publie divers articles prônant les avancées pacifistes, la démocratie, le dialogue interculturel et interconfessionnel.
Aberjhani écrit qu'il a été influencé par des mouvements comme le surréalisme, le postmodernisme littéraire, la Beat Generation, le Black Arts Movement et l'existentialisme, et par des auteurs comme James Baldwin, Albert Camus, WEB Du Bois, Henry Dumas, notamment.

## Œuvres

### Romans
- Christmas When Music Almost Killed the World, Black Skylark Singing, 2007, 409 p. (ISBN 9781435734203),
- The American Poet Who Went Home Again, Black Skylark Singing, 25 avril 2008, 312 p. (ISBN 9781435717695),
- Dreams of the Immortal City Savannah, Cyberwit.net, mai 2019, 188 p. (ISBN 9789388125956),

### Recueil de nouvelles
- Dreams of the Immortal City Savannah, Cyberwit.net, 1er mai 2019, 190 p. (ISBN 9789388125956),

### Essais et biographies
- The Wisdom of W.E.B. Du Bois, Citadel: Kensington and Open Road Media, 1er janvier 2003, 169 p. (ISBN 9780806525105),
- Encyclopedia of the Harlem Renaissance, Checkmark Books, 10 septembre 2003, 424 p. (ISBN 9780816045402, lire en ligne),
- Elemental: The Power of Illuminated Love  (préf. Steven High), Soar Publishing, 15 mai 2008, 129 p. (ISBN 9780972114271),
- Savannah, Immortal City, Emerald Book Company, février 2011, 504 p. (ISBN 9781934572702),
- Savannah: Brokers, Bankers, and Bay Lane: Inside the Slave Trade, Emerald Book Company, janvier 2012, 216 p. (ISBN 9781934572696),
- Journey through the Power of the Rainbow: Quotations from a Life Made Out of Poetry, Black Skylark Singing, 3 juin 2014, 162 p. (ISBN 9781312194113),
- Suzanne Jackson: Five Decades, Telfair Museum of Art, octobre 2019, 160 p. (ISBN 9780933075214),
- Greeting Flannery O'Connor at the Back Door of My Mind: Adventures & Misadventures in Literary Savannah, Lulu.com, 3 août 2020, 194 p. (ISBN 9781716684814),

### Recueils de poésies
- I Made My Boy Out of Poetry, Washington Publications, 1er février 1998, 116 p. (ISBN 9780966235654),
- The Bridge of Silver Wings, Black Skylark Singing Press, 2007, 90 p. (ISBN 9780966235609),
- The River of Winged Dreams, Bright Skylark Literary Productions, 14 mai 2010, 86 p. (ISBN 9780557445851),
- Visions of a Skylark Dressed in Black, Black Skylark Singing, 17 juillet 2012, 134 p. (ISBN 9780966235647),

### Œuvres complètes
- Illuminated Corners: Collected Essays and Articles, Volume I, 25 juin 2012,

## Prix et distinctions
- Membre du  PEN American Center[22], 2014
- Membre de l'Academy of American Poets, 2007
- Best History Book Award, 2005
- Irene Tromble Literary Prize, 2000,
- Award for Journalistic Excellence, Armed Forces Europe, 1985
- Médaille de bronze de la Freedoms Foundation, 1984,
- Thomas Jefferson Journalism Award, 1982,